# Мюурмякі (станція)
60°15′37″ пн. ш. 24°51′18″ сх. д. / 60.260278° пн. ш. 24.855° сх. д.
Мюурмякі (фін. Myyrmäen rautatieasema, швед. Myrbacka järnvägsstation) — залізнична станція мережі приміських залізниць Гельсінкі, розташована у Вантаа, Фінляндія, приблизно за 12 км на північ від Гельсінкі-Центральний, між станціями Мальмінкартано та Лоухела. 
Пасажирообіг у 2019 склав 4,280,011 осіб

Відкрита 1 червня 1975 року

Конструкція — наземна відкрита, з двома прямими береговими платформами. 

## Пересадки
- Автобуси: 30, 37, 300, 311, 313, 335, 375, 413, 415N, 436N, 555, 560, 565, 571